# HK Vitjaz Podolsk
HK Vitjaz Podolsk (ryska: Витязь Подольск), tidigare HK Vitjaz Tjechov,  är en rysk ishockeyklubb baserad i Podolsk, Moskva oblast. Klubben bildades 1996, och har spelat i KHL sedan starten av ligan 2008/2009. Klubben har aldrig nått slutspelet i KHL, och enda gången laget nådde slutspelet i det ryska mästerskapet var åttondelsfinal säsongen 2006/2007. I klubben har exempelvis Reid Simpson, Chris Simon, Jeremy Yablonski, Darcy Verot och Josh Gratton spelat. Klubben har även ett farmarlag, Russkie Vitjazi som spelar i MHL.